# Kunsthalle Würth
Die Kunsthalle Würth ist ein 2001 von dem Unternehmer Reinhold Würth gegründetes privates Kunstmuseum in der Katharinenvorstadt von Schwäbisch Hall. Das Museum wird mit Wechselausstellungen aus der Sammlung Würth bespielt.

## Architektur

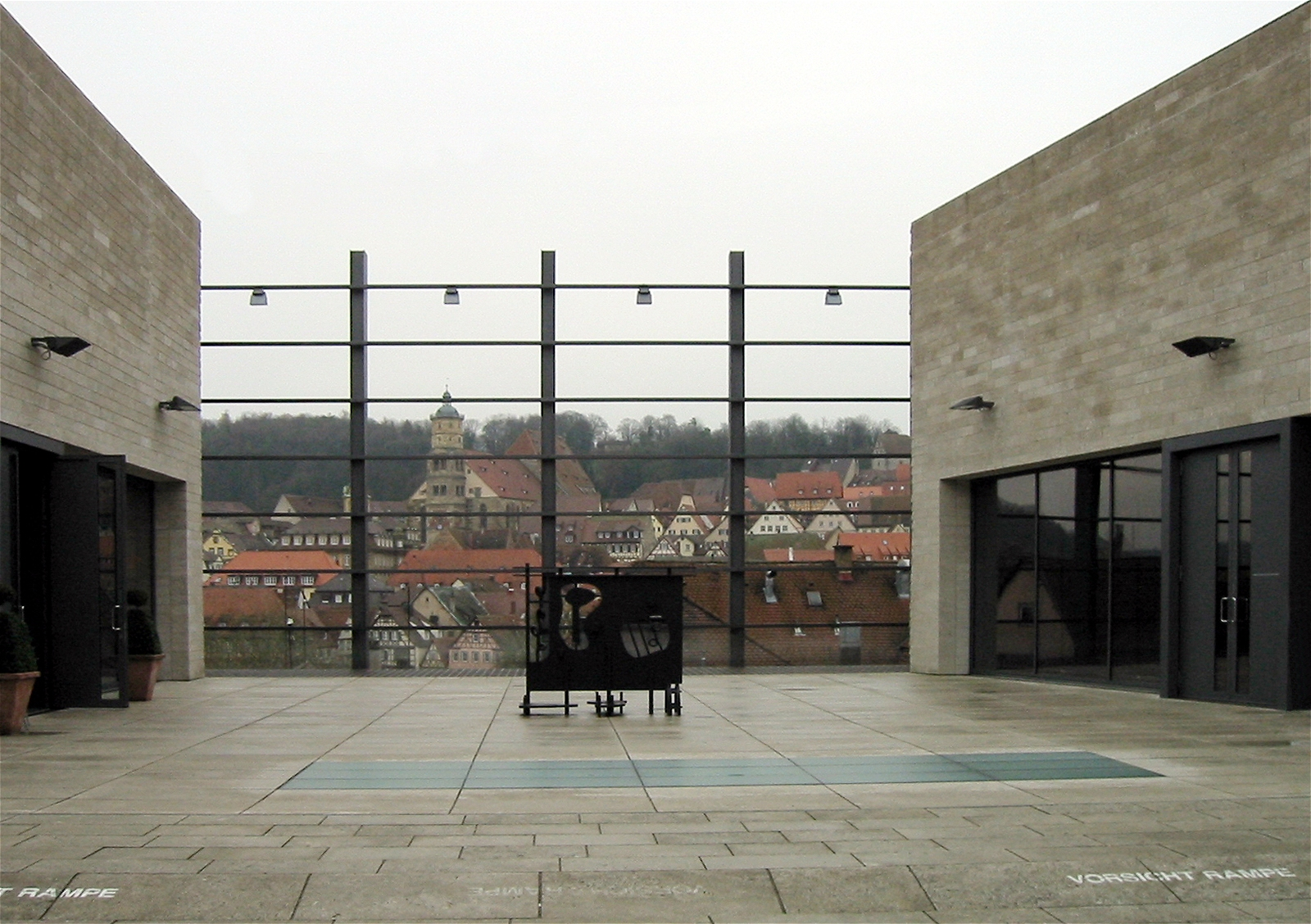
Blick auf Schwäbisch Hall vom Museumshof aus (2002)

Die Kunsthalle wurde von dem dänischen Architekten Henning Larsen geplant und in dreijähriger Bauzeit errichtet. Das dreigeschossige moderne Museumsgebäude umfasst neben den Ausstellungsräumen auch Shop, Cafeteria und diverse Veranstaltungsräume, die mittels großer Glastüren nach außen geöffnet werden können.
Die beiden Gebäudeteile können durch ein Stoffsegel verbunden werden, so dass auch die Außenfläche überdacht wird. Die Gebäudehöhe beträgt rund 17 Meter, der umbaute Raum etwa 15.000 Kubikmeter. Die Fassade ist mit Muschelkalk verkleidet, die ansonsten vorherrschenden Baumaterialien sind Beton, Stahl und Glas.
2005 wurden Architekt und Bauherr für die Kunsthalle mit der „Auszeichnung Guter Bauten“ des Hugo-Häring-Preises gewürdigt. Seit 2024 wird an einer Erweiterung der Kunsthalle gearbeitet. Die Pläne für den Anbau stammen vom selben Architekturbüro und die Bauarbeiten sollen zum 25-jährigen Jubiläum 2026 abgeschlossen sein.

## Ausstellungen
Gezeigt werden Wechselausstellungen auf der Basis der Sammlung Würths, der bereits 1991 das Museum Würth in Künzelsau gründete und als Kunstmäzen im ganzen Land bekannt ist. Bisher waren in der Kunsthalle Würth unter anderem große Werkschauen von Eduardo Chillida, Max Liebermann, Anthony Caro, Henry Moore, Horst Antes, Fernando Botero, Edvard Munch, Georg Baselitz, David Hockney, Niki de Saint Phalle sowie Themenausstellungen zu sehen. Die Ausstellungen werden von Führungen, Museumspädagogik und Rahmenprogrammen begleitet. Im Adolf-Würth-Saal der Kunsthalle gibt es Vorträge, Konzerte und Lesungen.

## Umgebung
2003 wurde das Sudhaus, ein imposanter Backsteinbau der Löwenbrauerei Hall aus dem Jahr 1903, bei der Kunsthalle eröffnet, in dem sich weitere Ausstellungsflächen, Räume für Museumspädagogik und Gastronomieangebote befinden.
Eine Dependance der Kunsthalle befindet sich in der Schwäbisch Haller Johanniterkirche. Diese Ende des 12. Jahrhunderts erbaute und in den Jahren 1385 und 1404 umgebaute Johanniterkirche wurde 1816 säkularisiert. Seitdem diente sie, nun unter dem Namen Johanniterhalle, neben zahlreichen weiteren Funktionen auch als Ausstellungsort. Das Gebäude, das seit 2005 im Besitz der Adolf Würth GmbH und Co. KG ist, wurde sorgfältig restauriert. Seit Herbst 2008 bietet der nun wieder als Johanniterkirche bezeichnete Bau dem spätmittelalterlichen Bilderschatz der ehemals Fürstlich Fürstenbergischen Bildersammlung in Donaueschingen sowie weiteren, auch skulpturalen Bildwerken des südwestdeutschen Raumes aus dem Besitz der Sammlung Würth eine adäquate Heimstatt.
Seit Januar 2012 ist das Gemälde Darmstädter Madonna (auch Madonna des Bürgermeisters Meyer) von Hans Holbein dem Jüngeren (1497–1543) im Chor der Johanniterkirche ausgestellt.

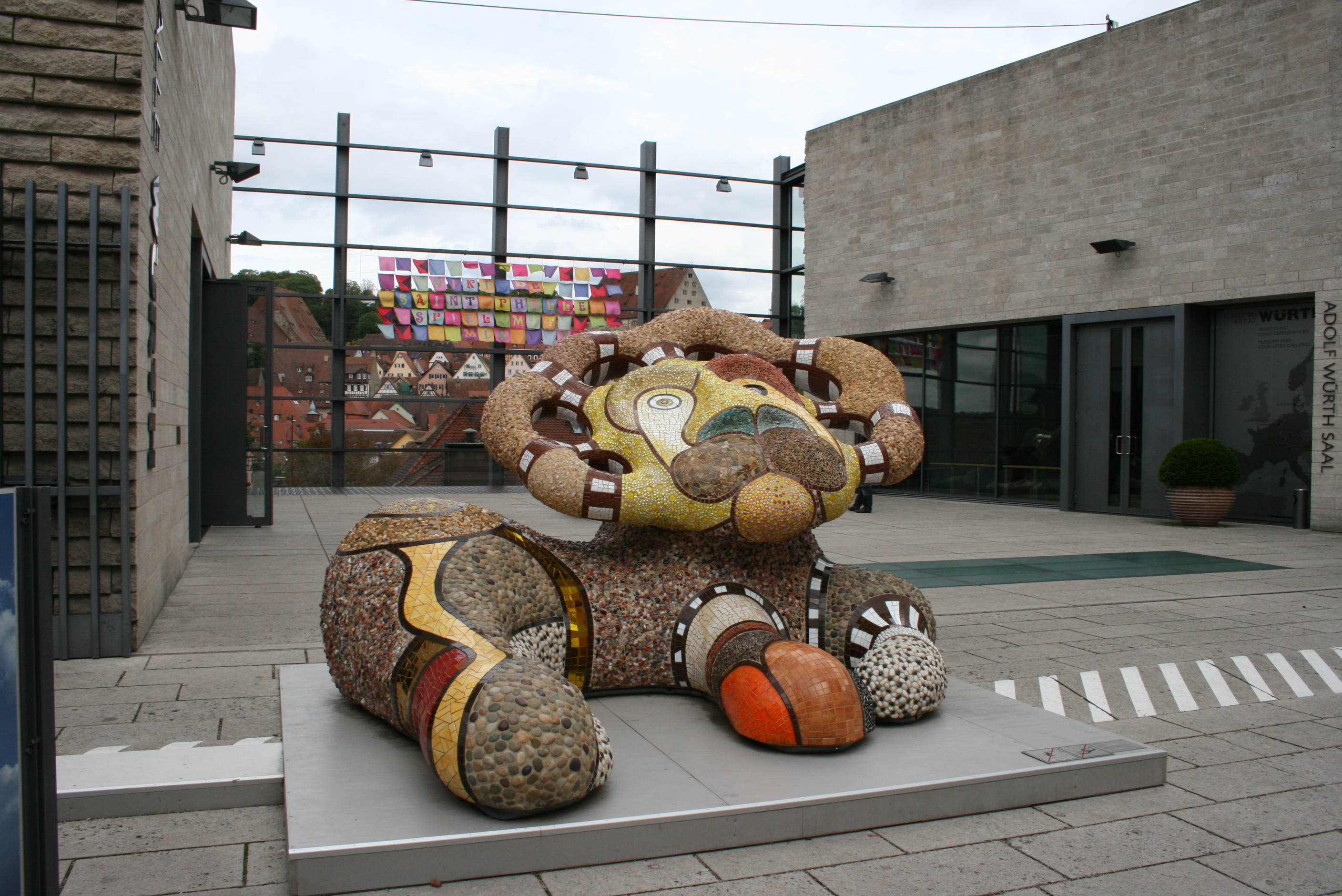
Skulptur von Niki de Saint Phalle vor der Kunsthalle Würth
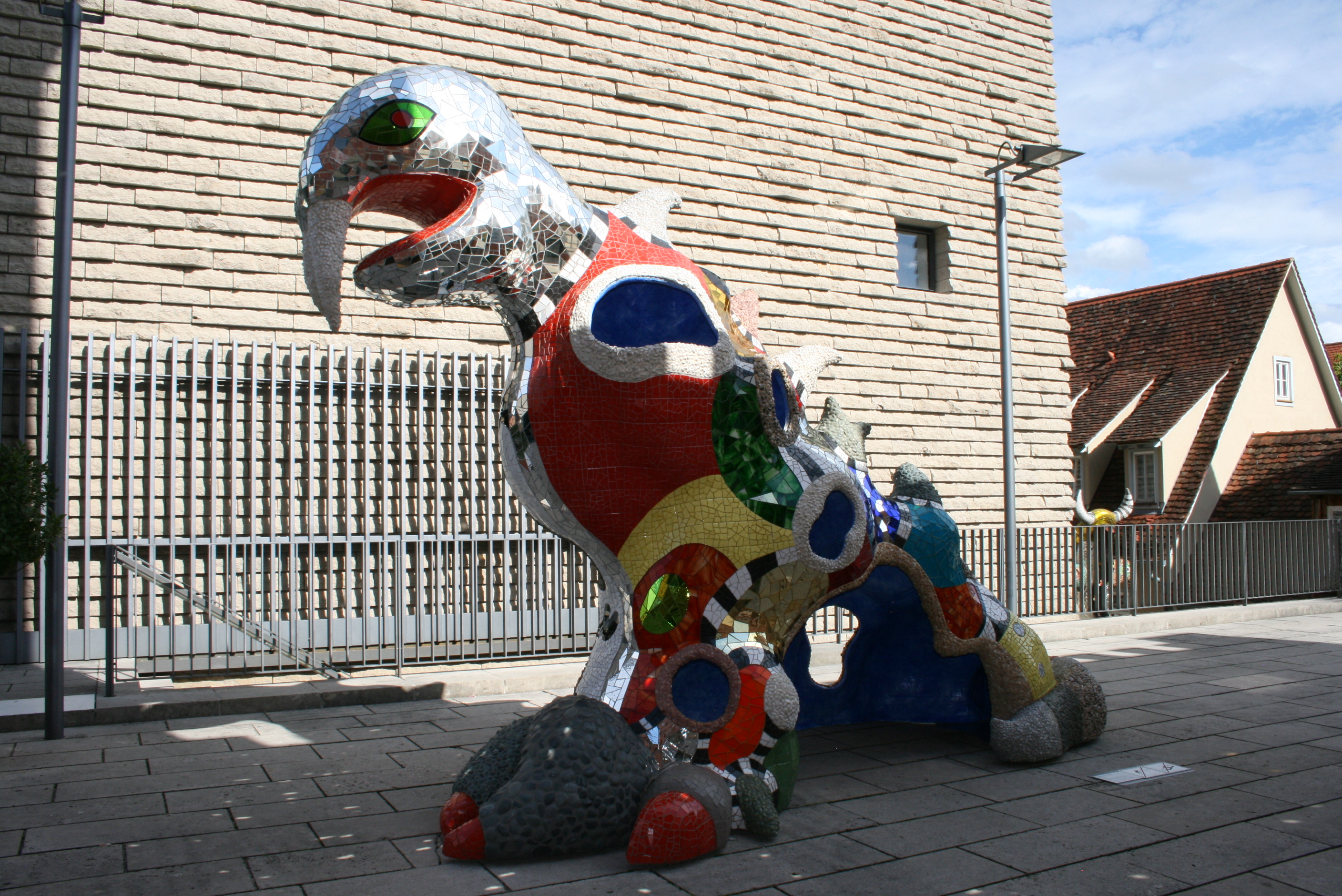
Skulptur von Niki de Saint Phalle vor der Kunsthalle Würth
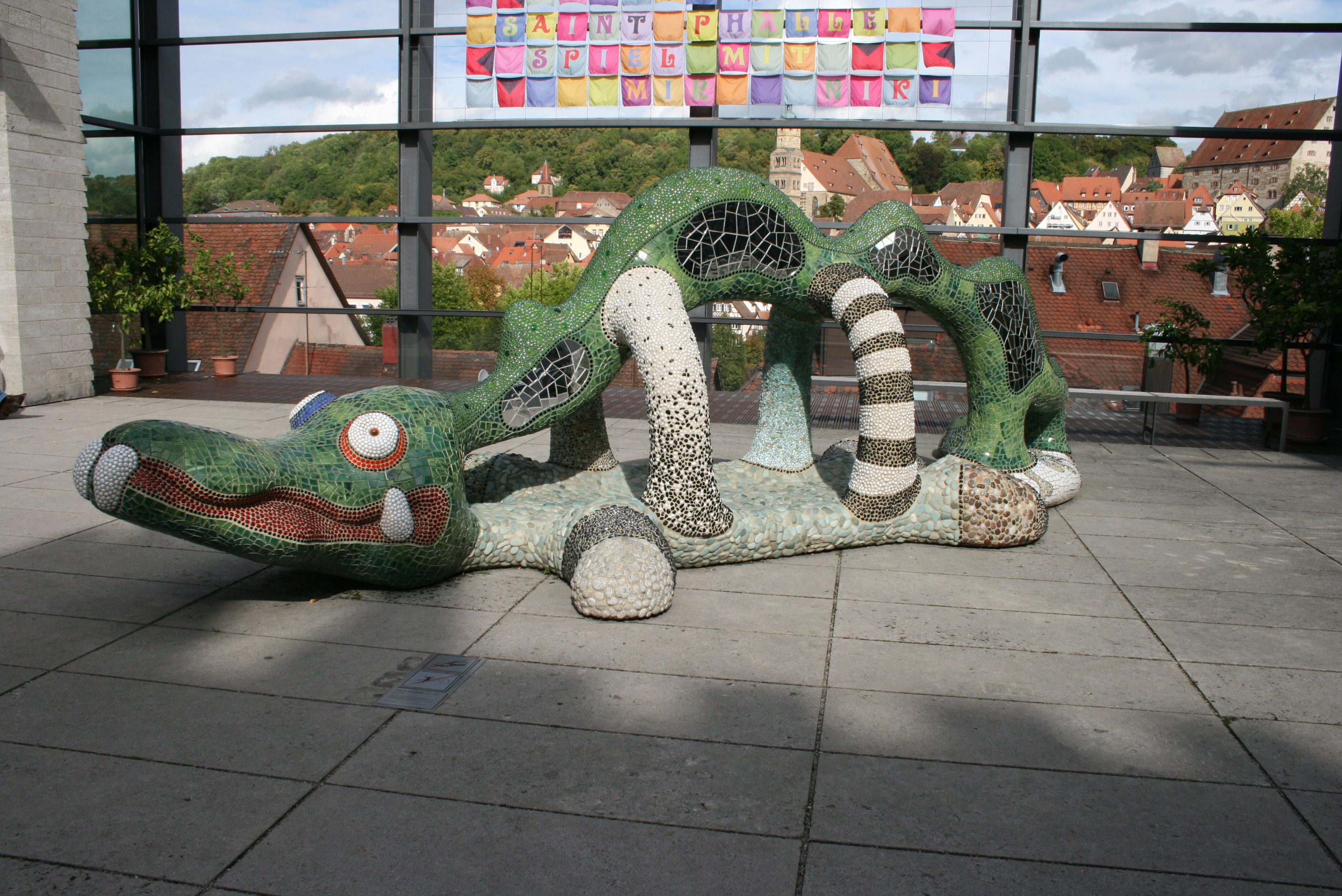
Skulptur von Niki de Saint Phalle vor der Kunsthalle Würth
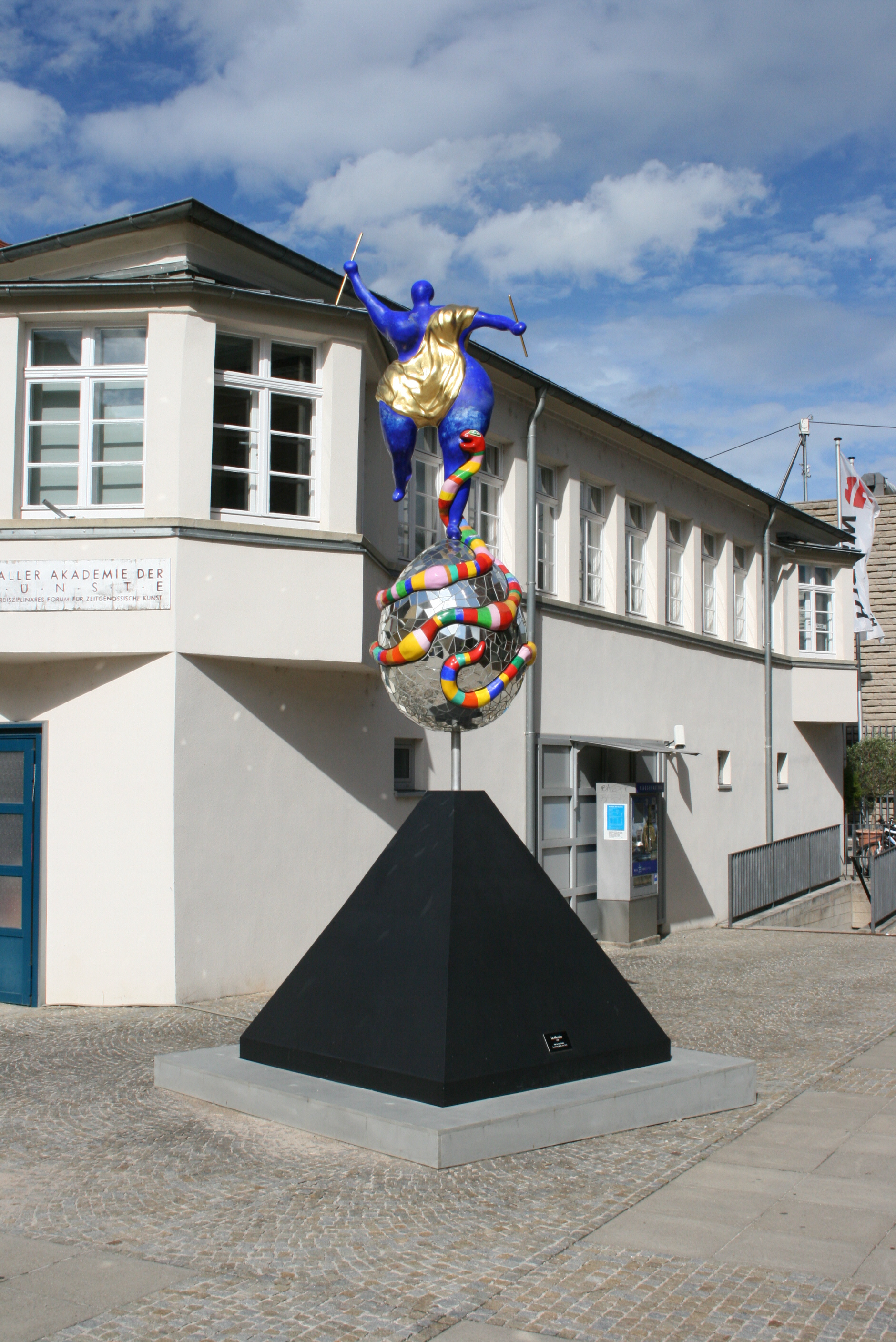
Skulptur von Niki de Saint Phalle vor der Kunsthalle Würth

## Auszeichnungen
- 2005: „Auszeichnung Guter Bauten“ des Hugo-Häring-Preises[1]